# メイプルグローブ (ミネソタ州)
メイプルグローブ（Maple Grove）は、アメリカ合衆国ミネソタ州のヘネピン郡にある都市。人口は7万0253人（2020年）。ミネアポリスの北西25キロメートルに位置するベッドタウンである。

## 概要
州間高速道路94号、494号などの幹線道路があり、車での移動に便利な都市である。このため商業活動の中心は大型ショッピングモールとなっている。
住宅地は1970年から2000年にかけて集中的に開発された。2014年に雑誌マネーの調査で2位になるなど「住みやすい街」と認識されている。

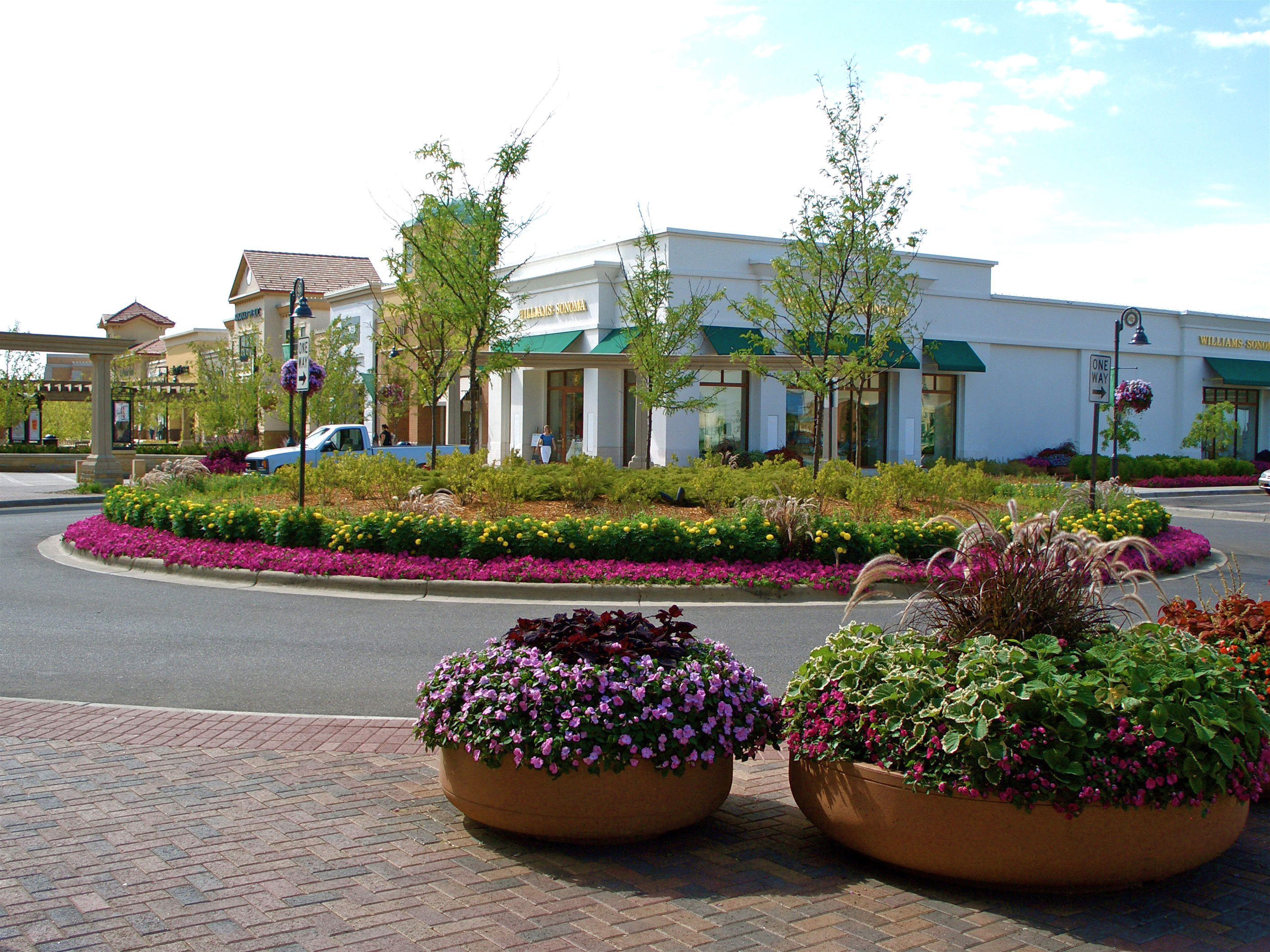
アーバーレイクス・ショッピングモール